# Ning Čung-jen
Ning Čung-jen (čínsky pchin-jinem Ning Zhongyan, znaky 宁忠岩; * 3. listopadu 1999) je čínský rychlobruslař.
V sezóně 2017/2018 závodil ve Světovém poháru juniorů, v roce 2018 začal startovat v seniorském Světovém poháru. Roku 2019 debutoval na Mistrovství světa na jednotlivých tratích, kde jeho nejlepším výsledkem byla šestá příčka v závodě na 1500 m. Na MS 2020 získal stříbrnou medaili v týmovém sprintu a vylepšil si umístění na trati 1500 m, na níž skončil čtvrtý. Startoval na ZOH 2022 (1000 m – 5. místo, 1500 m – 7. místo, hromadný start – 12. místo). V sezóně 2021/2022 vyhrál celkové hodnocení Světového poháru v závodech v týmovém sprintu.